# Wawrzyniec Podkościelny
Wawrzyniec Podkościelny (ur. 1932, zm. 2008) – polski chemik, doktor habilitowany nauk chemicznych.

## Życiorys
W 1994 r. habilitował się na podstawie pracy zatytułowanej Liniowe poliestry. Produkty polikondensacji di(merkaptometylo) związków z alifatycznymi i izomerycznymi ftaloolowymi dichlorkami kwasami. Pracował w Zakładzie Chemii i Technologii Organicznej na Wydziale Chemii Uniwersytetu Marii Curie-Skłodowskiej.